# MGM-51 Shillelagh
Die MGM-51 Shillelagh war eine Panzerabwehrlenkwaffe der Zeit des Kalten Krieges aus US-amerikanischer Produktion, benannt nach dem irischen Schlagstock Shillelagh. Die Rohrrakete für den Abschuss aus der Bordkanone von Panzerfahrzeugen wurde für die United States Army von der Ford Motor Company ab 1959 entwickelt und bis 1971 produziert.

## Entwicklung und Versionen derShillelagh
In den 1950er-Jahren suchte die US Army nach einer gegenüber herkömmlichen Panzerabwehrkanonen verbesserten Panzerabwehrwaffe. Gepanzerte Ziele sollten mit unterschiedlichen Waffen auf kurze, mittlere und große Entfernung bekämpft werden können. 1959 setzte sich Aeronutronic, eine Tochterfirma der Ford Motor Company, gegen den Mitbewerber Sperry Corporation durch und erhielt den Auftrag zur Entwicklung eines Prototyps für mittlere Reichweiten unter dem Namen XM13 Shillelagh. Der erste Start eines Prototyps erfolgte im November 1960; im November 1961 feuerte man die ersten gelenkten Versionen ab.
- XMGM-51A – Ab 1963 lief eine eingeschränkte Produktion dieser Version an. Die Trainingsmunition zu diesem Modell trug die Bezeichnung XMTM-51A.
- MGM-51A – Unter dieser Bezeichnung wurde die Shillelagh im Mai 1966 zur Standardausrüstung der US-Armee. Die dazugehörige Trainingsmunition war die MTM-51A.
- (X)MGM-51B – Längeres und schwereres Modell mit auf etwa 3000 m gesteigerter Reichweite; Trainingsmodell MTM-51B.
- MGM-51C – Um eine Drehung der Lenkwaffe um die Längsachse während des Fluges zu verhindern, verfügten Kanonen für die Shillelagh über eine Führungsrille, in die eine Feder entlang der Rakete passte. 1964 stellte man fest, dass diese Feder für Risse in den Kanonenläufen verantwortlich war, die nach einigen Hundert Schüssen auftraten. Daher flachte man die Feder von 3,3 auf 1,9 mm ab. Der modifizierte Flugkörper wurde ab Januar 1968 unter der Bezeichnung MGM-51C (Trainingsversion MTM-51C) produziert.

Vorteile der Shillelagh waren die theoretisch relativ hohe Treffsicherheit und die Tatsache, dass sie leichten Panzern die Schlagkraft von Kampfpanzern verlieh, ohne dass man sie mit einer schweren Kanone mit hoher Mündungsgeschwindigkeit ausrüsten musste. Tatsächlich aber erwiesen sich sowohl die Rakete als auch die zugehörige Kanone als unzuverlässig; problematisch waren außerdem die recht große Mindestentfernung für den Einsatz, der hohe Beschaffungspreis gegenüber herkömmlichen Panzergranaten und die Tatsache, dass die Rakete im Einsatz gegen modernere Panzer nur unzureichende Durchschlagskraft hatte. Die ersten Shillelagh wurden daher bereits Ende der 1970er-Jahre außer Dienst gestellt und im Laufe der beiden folgenden Jahrzehnte durch die überlegene BGM-71 TOW ersetzt.

## Funktionsweise
Der Schütze feuerte die Rakete aus der Bordkanone ab. Sobald der Flugkörper den Lauf verlassen hatte, zündete des Feststoffraketentriebwerk und die Stabilisierungsflügel klappten aus. Während des Fluges musste der Richtschütze das Fadenkreuz seines Visiers auf das Ziel gerichtet halten. Bahnkorrekturen wurden per Infrarotverbindung an die Rakete weitergeleitet. Das Zielführungssystem funktionierte erst ab 730 m Mindestentfernung zum Ziel; Ziele, die sich näher am Panzer befanden, konnten nur ungelenkt bekämpft werden.

## Trägersysteme

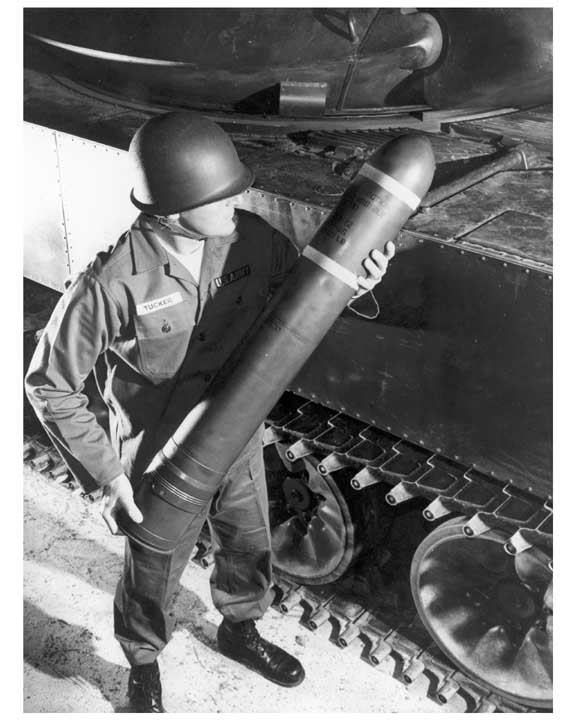
US-Soldat mit MGM-51 Shillelagh.

Die Shillelagh wurde vor allem zur Verwendung im leichten Panzer M551 Sheridan gebaut, der typischerweise acht Raketen neben 20 konventionellen Granaten für die 152-mm-Kanone M81 mitführte.
Wegen zahlreicher Kinderkrankheiten der passenden Kanone kam es erst spät zur angestrebten Verwendung der Shillelagh im Kampfpanzer M60A2, von der man jedoch nach kurzer Zeit wieder abging.